# Caloptilia iridophanes
Caloptilia iridophanes là một loài bướm đêm thuộc họ Gracillariidae. Nó được tìm thấy ở Ấn Độ (Maharashtra).
Ấu trùng ăn Buchanania lanzan. Chúng ăn lá nơi chúng làm tổ.